# Obereopsis semifuscipennis
Obereopsis semifuscipennis är en skalbaggsart som beskrevs av Stefan von Breuning 1957. Obereopsis semifuscipennis ingår i släktet Obereopsis och familjen långhorningar.
Artens utbredningsområde är Nigeria. Inga underarter finns listade i Catalogue of Life.